# Adobe Inc.
Adobe Inc. is een Amerikaanse multinationale onderneming in software. Het is opgericht in Delaware en heeft zijn hoofdkantoor in San Jose, Californië.

## Activiteiten
Adobe heeft zich historisch gefocust op het creëren van multimedia- en creativiteitssoftwareproducten, met een recentere zoektocht naar digitale marketingsoftware. Het bedrijf staat vooral bekend om Adobe Flash, Adobe Photoshop, Adobe Illustrator, Acrobat Reader, het Portable Document Format (pdf) en Adobe Creative Suite, evenals zijn opvolger Adobe Creative Cloud.
Het bedrijf heeft een gebroken boekjaar dat rond 1 december stopt.

## Geschiedenis
Adobe werd in december 1982 opgericht door John Warnock en Charles "Chuck" Geschke, die Xerox PARC hadden verlaten om de programmeertaal PostScript te ontwikkelen en te verkopen. In 1985 gaf Apple Computer een licentie voor PostScript voor gebruik in zijn LaserWriter-printers, wat bijdroeg aan de revolutie op het gebied van desktoppublishing.
Adobe nam in december 2005 softwarebedrijf Macromedia over. Door deze overname voegde Adobe onder andere ColdFusion, Dreamweaver, Flash en Flex toe aan zijn assortiment.
In oktober 2018 werd de marketingsoftwarespecialist Marketo ingelijfd. Adobe betaalde US$ 4,8 miljard en dit was de duurste overname uit zijn bestaan. Marketo biedt een cloudplatform aan dat bedrijven kunnen gebruiken voor hun marketing. Adobe verbreedt hiermee zijn productaanbod.
In 2019 was ongeveer 40% van de werknemers werkzaam in San Jose. In de Verenigde Staten heeft Adobe ook grote ontwikkelingsactiviteiten te Newton, New York, Minneapolis, Lehi, Seattle en San Francisco, en in India te Noida (een voorstad van Delhi) en Bangalore.
In september 2022 maakte Adobe de overname bekend van Figma voor zo'n US$ 20 miljard in contanten en aandelen. Het bedrijf werd in 2012 opgericht door Dylan Field en Evan Wallace en richt zich op productontwerp via internet. Figma helpt ontwerpteams visueel samen te werken en telde toen zo'n 850 medewerkers. Dylan Field, de huidige bestuursvoorzitter van Figma, zou ook na de overname leiding blijven geven aan Figma. Toezichthouders in Europa en het Verenigd Koninkrijk maakten bezwaren en in december 2023 besloten de twee bedrijven de overname te staken. Volgens de afspraken zal Adobe US$ 1 miljard betalen aan Figma als compensatie omdat de transactie niet doorgaat.

## Producten
| Huidige producten | Voormalige producten |
| - Adobe After Effects - Adobe Audition - Adobe Bar Coded Form Solution - Adobe Bridge - Adobe Central Output Server - Adobe Creative Cloud - Adobe Acrobat - Adobe Flash - Adobe Dreamweaver - Adobe Illustrator - Adobe InDesign - Adobe Photoshop (waaronder: Adobe ImageReady) - Adobe Photoshop Lightroom - Adobe Digital Editions - Adobe Director - Adobe Document Policy Server - Adobe eBook Reader - Adobe Encore - Adobe Form Manager - Adobe Form Server - Adobe Flex - Adobe FrameMaker - Adobe InCopy - Adobe Intergrated Runtime (AIR) - Adobe LiveCycle Designer - Adobe PhotoDeluxe - Adobe Photoshop Album - Adobe Photoshop Elements - Adobe Premiere - Adobe Reader - Adobe SVG Viewer - Adobe Type Manager - Adobe Video Collection - Adobe Visual Communicator - Adobe Web Output Pak - Digital Negative Specification | - Adobe Atmosphere - Adobe Dimensions - Adobe LiveMotion - Adobe PageMaker - Adobe PageMill - Adobe Persuasion - Adobe PressWise - Adobe SiteMill - Adobe Streamline - Adobe TrapWise - Adobe TypeAlign - Adobe TypeReunion - Adobe GoLive |

### Lettertypen
Tevens verkoopt Adobe een groot aantal lettertypen, voornamelijk aan de zakelijke markt.
- Alexa
- Andreas
- Arno
- Adobe Caslon
- Adobe Jenson
- Lithos
- Minion
- Myriad
- Trajan
- Willow